# 펜다 (군주)

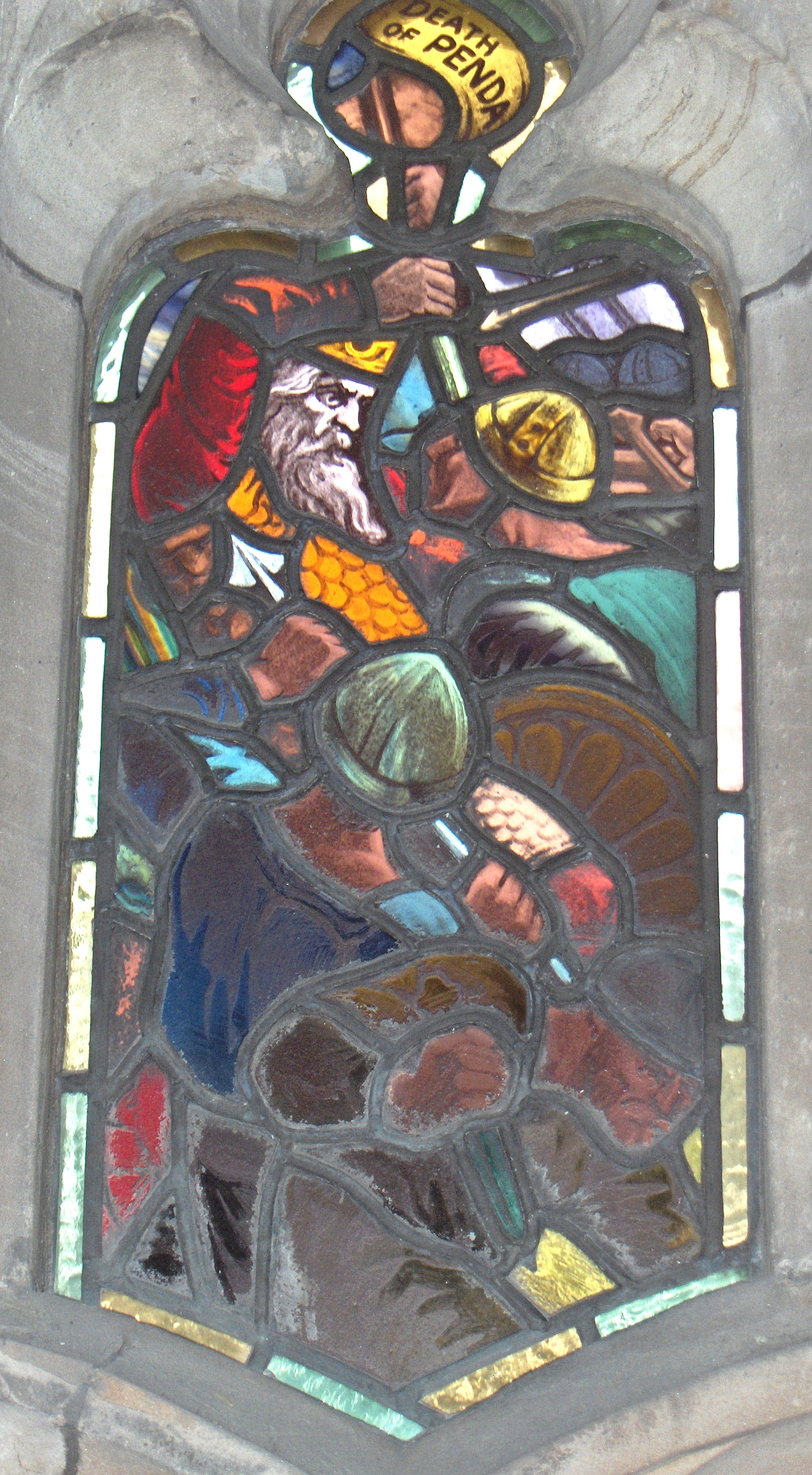

펜다(Penda, 655년 11월 15일 사망)는 오늘날 미들랜즈에 해당하는 칠왕국인 머시아 왕국의 7세기 왕이었다. 많은 앵글로색슨 왕국에서 기독교가 장악하고 있던 당시 이교도였던 펜다는 628년 시렌세스터 전투 이후 세번 계곡을 점령한 후 2008년 해트필드 체이스 전투에서 강력한 노섬브리아 왕국의 군주 에아드위네를 633년에 물리치는 데 참여했다.
9년 후, 메이저필드 전투(Battle of Maserfield)에서 에아드위네의 후임자인 오수알데(Oswald)를 물리치고 살해했다. 이 시점부터 그는 당시 앵글로색슨 통치자 중 가장 강력한 사람인 것으로 추정되며 앵글로색슨 칠왕국에 대한 메르시아 패권의 토대를 마련했다. 계속해서 이스트앵글리아 왕국을 격파하고 웨식스 왕국의 왕 첸왈흐를 3년 동안 추방했다. 그는 노섬브리아의 베오르니체와 계속해서 전쟁을 벌였다. 메이저필드로부터 13년 후, 오수알데의 후계자이자 형제인 오스위그(Oswiu)에게 대패했고, 베르니키아인들과의 마지막 전투가 진행되는 동안 윈와에드 전투(Battle of the Winwaed)에서 전사했다.